# Dzień, w którym obrabowano Bank Anglii
Dzień, w którym obrabowano Bank Anglii (ang. The Day They Robbed The Bank of England) – brytyjski film kryminalny z 1960 roku w reżyserii Johna Guillermina.

## Fabuła
Akcja rozgrywa się na przełomie XIX i XX wieków. Trzech mężczyzn należących do organizacji IRA ma wykraść złoto złożone w skarbcu jednego z największych banków Anglii. Ich przywódca, Norgate (Aldo Ray), znajduje najsłabsze miejsce banku: stary, zapomniany kanał ściekowy biegnący pod skarbcem.

## Obsada
- Aldo Ray jako Norgate
- Elizabeth Sellars jako Iris Muldoon
- Peter O’Toole jako kapitan Fitch
- Kieron Moore jako Walsh
- Albert Sharpe jako Tosher
- Joseph Tomelty jako Cohoun
- Wolf Frees jako dr Hagen
- John Le Mesurier jako Green

i inni